# Pequena Central Hidrelétrica Cajuru
A Pequena Central Hidrelétrica Cajuru (PCH Cajuru) é uma usina hidrelétrica localizada no Rio Pará, entre os municípios de Carmo do Cajuru e Divinópolis, no estado de Minas Gerais. A usina é operada pela Companhia Energética de Minas Gerais (CEMIG) e possui a capacidade instalada de 7,20 MW. Por ter potência instalada superior a 3.000 kW e igual ou inferior a 30.000 kW, a usina é classificada como pequena central hidrelétrica (PCH).
A hidrelétrica foi a primeira a ser construída pela CEMIG, uma vez que as três primeiras usinas controladas pela empresa energética haviam sido construídas pelo Governo do Estado de Minas Gerais antes de sua fundação, em 1952.
O objetivo principal da construção da barragem de Cajuru foi de acumular água para o funcionamento da Usina Hidrelétrica de Gafanhoto, localizada a 24 km a jusante da barragem. Dessa forma, foi possível gerar energia elétrica de qualidade para fornecimento para o parque industrial que começava a crescer no estado de Minas Gerais, especialmente na Cidade Industrial de Contagem.

## Dados Gerais
A Usina de Cajuru possui apenas um gerador com capacidade nominal para gerar 7,2 MW/h. A geração da usina é transmitida por uma linha de 69 KV que interliga-se com a linha de transmissão de 69 kV Cláudio-Gafanhoto.

### Características do reservatório
O reservatório da usina, localizado na Bacia Hidrográfica do Rio São Francisco, possui um volume útil de 132.000.000 m³ e inunda uma área (NA máximo normal) de 24 km² entre os municípios de Carmo do Cajuru, Cláudio e Divinópolis.

### Turbinas
A UHE de Cajuru  opera com uma turbina do tipo Kaplan Regulável, com engolimento de 45 m³/s e rotação de 257 rpm.

### Gerador
A usina funciona com um gerador fabricado pela Siemens – EUA e funciona em rotação síncrona de 257 rpm. Gera energia a uma potência de 7,2 MW, com fator de potência de 0,8, a uma tensão nominal de 6,9 kV e frequência de 60 Hz.

### Barragem
- Comprimento total da barragem: 438,00 m
- Comprimento da barragem de concreto: 341,00 m
- Altura máxima da barragem de concreto: 24,00 m
- Cota crista da barragem de concreto: 756,305 m
- Largura da base da barragem de concreto: 15,50 m
- Largura da crista da barragem de concreto: 2,80 m
- Comprimento da barragem de terra: 97,00 m
- Cota crista da barragem de terra: 759,305 m

## História
Com o propósito de aumentar a capacidade de geração de energia elétrica para ser ofertada a potenciais investidores industriais, o governador Benedito Valadares iniciou a construção das usinas Pai Joaquim, Santa Marta e Gafanhoto. Para controle da vazão afluente no reservatório da Usina de Gafanhoto era necessário a construção de uma barragem a montante.
Em 1952, Juscelino Kubitschek de Oliveira, então governador de Minas Gerais, instituiu a Companhia Energética de Minas Gerais (CEMIG) e transferiu a operação da Usina Gafanhoto, que já funcionava desde 1946, para a companhia energética recém-criada.
A construção de uma barragem localizada a montante da Usina de Gafanhoto era uma das cinco prioridades do programa de eletrificação do Governo de Juscelino Kubitschek, juntamente com a construção de Tronqueiras e das hidrelétricas de Itutinga, Piau e Salto Grande. A Usina Hidrelétrica de Cajuru foi inaugurada em 17 de abril de 1959.

## Turismo
A formação do lago do reservatório de Cajuru proporcionou a exploração turística da região, com o surgimento de clubes de lazer e formação de pequenas propriedades rurais e casas de campo no entorno do lago.